# Шампањац
Шампањац је пенушаво вино настало и произведено у винској регији Шампањ у Француској према правилима апелације, која захтевају специфичне виноградарске праксе, набавку грожђа искључиво са одређених места унутар њега, специфичне методе цеђења грожђа и секундарну ферментацију вино у боци да изазове карбонизацију.
Грожђе Пинот ноир, Пинот Меуниер и Шардонај се користе за производњу готово свих врста шампањца, али мале количине Пинот бланк, Пинот грис, Арбане и Петит Меслиер се такође винифицирају.
Шампањац је постао повезан са краљевским породицама у 17., 18. и 19. веку. Водећи произвођачи су уложили напоре да повежу своје шампањце са племством и краљевством кроз оглашавање и паковање, што је довело до његове популарности међу средњом класом у настајању.

## Порекло
Мирна вина из региона Шампањ су била позната и пре средњег века. Римљани су били први који су засадили винограде у овој области североисточне Француске, с тим да је овај регион оквирно култивисан до 5. века. У ствари, култивација је у почетку била спора због непопуларног едикта цара Домицијана да се све колонијалне винове лозе морају ишчупати из корена. Када је цар Проб, син баштована, поништио едикт, подигнут је Бахусов храм, а регион је почео да производи лагано, воћно, црвено вино које је било у супротности са тежим италијанским напицима често ојачаним смолом и биљем. Касније су цркве поседовале винограде, а монаси су производили вино за употребу у тајни Еухаристије. Француски краљеви су традиционално помазани у Ремсу, а шампањац се служио као део свечаности крунисања. Шампеноа су били завидни на репутацији вина које су производили њихови бургундски суседи на југу и настојали су да произведу вина једнаког признања. Међутим, северна клима региона дала је Шампеноу јединствен низ изазова у прављењу црног вина. У крајњим екстремима одрживог виноградарства, грожђе би се борило да у потпуности сазре и често би имало јачи ниво киселости и низак ниво шећера. Вина би била светлијег тела и тања од бургундских вина која су желели да надмаше.
Супротно легенди и популарном веровању, Дом Перињон није измислио пенушаво вино, иако је дао значајан допринос производњи и квалитету мирних и пенушавих вина од шампањца.